# Андрія Павлович
Андрія Павлович (серб. Андрија Павловић / Andrija Pavlović, нар. 16 листопада 1994, Белград) — сербський футболіст, нападник белградського «Партизана».
Виступав, зокрема, за клуби «Копенгаген», «Рапід» (Відень) та «Брондбю», а також національну збірну Сербії.
Дворазовий чемпіон Данії. Володар Кубка Данії. Володар Кубка Сербії.

## Клубна кар'єра
Народився 16 листопада 1994 року в місті Белград. Вихованець футбольної школи клубу «Рад». Дорослу футбольну кар'єру розпочав 2011 року в основній команді того ж клубу, в якій того року взяв участь в одному матчі чемпіонату. 
Згодом з 2011 по 2016 рік грав у складі команд клубів «Паліч», БАСК (Белград), «Рад» та «Чукарички».
Своєю грою за останню команду привернув увагу представників тренерського штабу клубу «Копенгаген», до складу якого приєднався 2016 року. Відіграв за команду з Копенгагена наступні два сезони своєї ігрової кар'єри. Більшість часу, проведеного у складі «Копенгагена», був основним гравцем атакувальної ланки команди.
У 2018 році уклав контракт з клубом «Рапід» (Відень), у складі якого провів наступний рік своєї кар'єри гравця. 
До складу клубу АПОЕЛ приєднався 2019 року. Станом на 7 листопада 2019 року відіграв за нікосійську команду 5 матчів в національному чемпіонаті.
Восени 2020 року Павлович підписав чотирирічний контракт з данським клубом «Брондбю».

## Виступи за збірні
У 2012 році дебютував у складі юнацької збірної Сербії (U-20), загалом на юнацькому рівні взяв участь у 1 іграх.
Протягом 2013–2015 років залучався до складу молодіжної збірної Сербії. На молодіжному рівні зіграв в одному офіційному матчі.
У 2016 році дебютував в офіційних матчах у складі національної збірної Сербії.
| Дата       | Місто     | Господарі | Результат | Гості    | Турнір            | Голи | Примітки |
| ---------- | --------- | --------- | --------- | -------- | ----------------- | ---- | -------- |
| 25-5-2016  | Ужице     | Сербія    | 2 – 1     | Кіпр     | товариський матч  | -    | 46'      |
| 31-5-2016  | Новий Сад | Сербія    | 3 – 1     | Кіпр     | товариський матч  | -    | 69'      |
| 5-9-2016   | Белград   | Сербія    | 2 – 2     | Ірландія | Відбір до ЧС 2018 | -    | 59'      |
| 6-10-2016  | Кишинів   | Молдова   | 0 – 3     | Сербія   | Відбір до ЧС 2018 | -    | 46'      |
| 15-11-2016 | Харків    | Україна   | 2 – 0     | Сербія   | товариський матч  | -    | 46'      |
| Усього     |           | Матчів    | 5         |          | Голів             | 0    |          |

## Титули і досягнення
- Володар Кубка Сербії (1):

«Чукарички»: 2014-15
- Чемпіон Данії (2):

«Копенгаген»: 2016-17
«Брондбю»: 2020-21
- Володар Кубка Данії (1):

«Копенгаген»: 2016-17